# Џенезис Клајмбер Моспеада
Џенезис Клајмбер Моспеада (јап. 機甲創世記モスピーダ, транслит. , енгл. Genesis Climber Mospeada) је научофантастична аниме серија коју су створили Шинџи Арамаки и Хидеки Какинума. Ова телевизијска серија од 25 епизода се емитовала од краја 1983. до почетка 1984. МОСПЕАДА је скраћеница од Military Operation Soldier Protect Emergency Aviation Dive Auto, за променљиве мотоцикле, односно личне оклопе које облаче људи, а који се појављује у серији. Други главни мекови који се појављују у серији се зову Армо-ловац AFC-01 Легиос, који је у великој мери сличан VF-1 Валкири из Супердимензионалне тврђаве Макрос. Као и у случају Макрос и Супердимензионална коњица: Јужни крст, Хармони Голд и Карл Мацек су прерадили Џенезис Клајмбер Моспеаду тако да постане део Роботек универзума. Моспеада је постала треће поглавље Роботека као Нова генерација, а делови анимације су коришћени у неуспешном наставку Роботека Чуварима двери.

## Прича
Прича серије се одвија у 21. веку. Пошто је загађење Земље постало велики проблем, научници су развили водонично гориво HBT као алтернативу фосилним горивима. У ово време, човечанство је колонизовало Марс због пренасељености Земље. Године 2050. тајанствена раса ванземаљаца по имену Инбити је напала Земљу. Немоћна да се одупре Инбитима, Земља је опустошена, уз тек неколико групица људи раштрканих по целој планети. Многе избеглице су побегле на преосталим шатловима да потраже уточиште на Месецу. Инбити су подигли своју главну базу Рефлекс Поинт у подручју Великих језера у Северној Америци.
Ипак, колонија на Марсу, није заборавила на Земљу. Трупе са Месеца су послате да се боре са Инвидима, али су уништене. Инбити нису напали Марс и нису показали интерес према осталим планетама. Изненађујуће, Инбити нису показивали непријатељство према људима осим ако нису били директно провоцирани. Инвиди такође могу да осете присуство HBT-а, а употреба овог горива је ограничена под њиховим надзором (пошто је HBT врло присутан у војној технологији). База на Марсу је преко ноћи постала гигантска војна фабрика која производи велике количине напредног оружја и истренираних војника. Године 2080. база на Марсу је учинила свој први покушај да поврати Земљу. Иако опремљени технолошки напреднијом опремом и преобразивим мековима, покушај поновног освајања планете је био још један велики неуспех.
Три године касније, марсовска база је покренула други напад. Један од војника у овој мисији је поручник Стик Бернард. Мисија се показала неуспешном као и пре три године, а Стикова вереница Марлин је погинула. Након што ју је изгубио, Стик је био приморан да се сруши на Земљу, спустивши се у Јужној Америци. Испочетка је био ожалошћен и депресиван због смрти његове вољене Марлин. Након што је погледао холограмски приказ своје мртве веренице, Стик се заклео да ће се осветити. У свом походу да стигне до Рефлекс Поинта у Северној Америци, Инбитског „гнезда“, среће остале ликове из серије, формиравши групу храбрих бораца за слободу чији је циљ да ослободе своју планету од Инбита.
Како се прича одвија, открива се циљ инбитске инвазије. Њихов једини циљ доласка на Земљу је био тај што им је Земља обезбедила погодно место да еволуирају у комплекснија бића. Међутим, Инбити не схватају да њихово настојање заправо прети да изазове истребљење и људи и Инбита. На Стику и његовој групи, уз помоћ човеколиких Инбита (Ајше и Солзи) је да убеде врховног вођу Инбита, Рефлес, да напусти Земљу.

## Ликови
- Стик Бернард (Скот Бернард у Роботеку): 20-годишњи поручник који је пао на Земљу пошто су Инбити уништили трећи људски покушај да поврате Земљу. Као резултат надмоћнијих снага Инбита, Стикова вереница, Марлин, је погинула док је покушавала да спусти свој брод на површину планете, што је оставило Стика љутог и разочараног. Чак и када је скупио свој одред бораца за слободу, често је дозвољавао да његова слепа мржња према Инбитима утиче на правилно расуђивање.
- Реј (Ренд): 17-годишња луталица. Он је историчар, највећи оптимиста и шаљивџија у групи. Раније, Реј је био усамљеник који је уживао да изазива Инбите, али се придружио Стику да би им задао озбиљнији ударац. Екстремно довитљив, Реј је велики обожавалац Јелоу Белмонт, све док не сазна да је женска музичка звезда заправо мушкарац. Током серије, он је почео да гаји осећања према Хекет, али она има проблема да му узврати истом мером.
- Минт Лабал (Ени Лабел): живахна 13-годишња девојчица коју су њени родитељи напустили. Она је пошла са групом да би пронашала себи мужа, али је на крају постала део тима. Иако је остали чланови тима често сматрају за досадну, њени саборци је воле, а она се показала корисном у неколико наврата.
- Хекет ет Рос (Рук Бартли): 16-годишња бивша чланица мотоциклистичке банде и девојка вође банде Ромија. Тешко су је претукли и силовали чланови ривалске банде када се удаљила од своје банде. Хекет се у почетку бори да би заштитила беспомоћне и одбија савез са Стиком, али се придружује тиму када схвата да ће бити јача са њима него без њих. Хекет се временом заљубљује у Реја, али није способна да се отвори и да му призна.
- Џим Варстон (Ланк): 32-годишњи механичар. Џим је у почетку био глупљи део групе, али се ускоро открило да је врло интелигентан. Џим је некада био припадник војске са Марса, али је дезертирао након што није успео да спаси пријатеља од Инбита. Иако је означио себе као кукавицу и често видео себе као терет Стиковог тима, тим је брз да приговори на ово, наглашавајући Џимову храброст и поузданост током сталних окршаја са Инбитима.
- Јелоу Белмонт (Ленсер): 22-годишњи војник из првог марсовског покушаја. Прерушен у певачицу (захваљујући свом женственом изглед) да би се сакрио од Инбита и извесних мештана, Јелоу се прославио/прославила као забављач/ица. Али након сусрета са Стиком и његовим пријатељима, Јелоу одлучује да помогне да се Земља ослободи од Инбита. Његова способност да потпуно промени свој изглед и личност даје тиму могућност да се увуче у села и градове да би прикупили залихе или извршили мисију.
- Ајша (Аријел): женски Инбит који је промењен у људски облик да би шпијунирала Стиков тим. Међутим, услед амнезије, она заборавља да је Инбит и придружује се Стиковом тиму. Када се сазна да је Инбит, она окреће леђа својој раси због љубави према Стику.
- Рефлес (Риџис): врховни вођа Инбита. Њен једини циљ је да тераформира Земљу како би могла потпуно да је освоји, као и да еволуира своју расу у напреднију, испоставиће се касније, људску врсту. Сматра људе генетички и социјално безвреднима.
- Солзи (Сира): други женски Инбит који је преображен у људско биће. Случајно среће Јелоуа док се купа испод водопада и тај сусрет са њим је чини несигурном у циљеве Инбита.
- Батлар (Корг): трећи Инбит који је преображен у људски облик. За разлику од Ајше и Солзи, Батларово излагање Стиковом тиму га чини љутим и увређеним. Његови поновљени порази у борби са Стиком лине да Батлар учини свој задатак заустављања Стикове групе као личну освету.

DVD-ови Моспеаде са енглеским преводом који су издали Хармони Голд и АДВ Филмс користе нетачна имена „Стиг“ Бернард, Минт „Равл“, Хекет „Емрос“ и Џим „Остин“.

## Улоге
| Глумац        | Улога                       |
| ------------- | --------------------------- |
| Стик Бернард  | Бин Шимада                  |
| Реј           | Шоју Ојама                  |
| Минт Лабал    | Мијуки Мурои                |
| Хекет ет Рос  | Мика Дои                    |
| Џим Варстон   | Томомичи Нишимура           |
| Јелоу Белмонт | Мине Мацуки/Хиротака Сузуки |
| Ајша          | Мики Такахаши               |
| Рефлес        | Норико Охара                |
| Солзи         | Вака Канда                  |
| Батлар        | Хочу Оцука                  |

## Списак епизода
| -{01. Prelude to the Offensive 02. The Broken Hearted Girl's March 03. Showdown Concert at High Noon 04. Survival Song Feeling 05. Live Inn Scorched Earth Policy 06. Support Girl Blues 07. Fallen Hero's Ragtime 08. Johnson's Elegy 09. Lost World Fugue }- | -{10. Requiem of the Battlefield 11. Lullaby of Distant Hope 12. Fortress Siege Boogie 13. Sandstorm Playback 14. Mint's Wedding March 15. The Ballad of Breaking Up 16. Trap Reggae 17. White Night Serenade 18. Tachi the Old Soldier's Polka }- | -{19. Forte of the Ice River City 20. Birthday Song of the Night Sky 21. Arpeggio of Assassination 22. New York Bebop 23. Black Hair's Partita 24. The Dark Finale 25. Symphony of Light }- |

## Адаптација за Роботек универзум
Већина анимације (са измењеним садржајем и дијалозима) је адаптиран за Нову генерацију, трећу сагу Роботек серије. У Роботеку, Инбити су постали Инвиди, а свемирска војска на крају серије су повратничке Роботек екпедиционе снаге под командом Рика Хантера који су напустили Земљу пре него што су Господари Роботека напали планету. За разлику од Инвида из Роботека, Инбити из Моспеаде немају никакве везе са Господарима Роботека, њиховим заклетим непријатељима у Роботеку, и они само желе погодну планету на којој могу да еволуирају и да достигну савршенство.
Преобразива VR серија оклопних мотора је постала VR серија Веритек Циклон мотоцикла; преобразиви Армо-ловац AFC-01 Легиос је постао Алфа Веритек VF/A-6; преобразиви Армо-бомбардер је постао Бета Веритек VFB-9. Имена ликова су углавном измењена без већих промена у карактеризацији, што чини Моспеаду најмање измењеном серијом од све три које чине Роботек.

## 
Након емитовања оригиналне серије, ОАВ музички видео под именом Love Live Alive је посебно (највише захвајујући захтевима највећих обожавалаца Моспеаде) издан у Јапану у септембру 1985. Овај музички видео се састоји и од старе и нове анимације. Прича Love Live Alive бележи догађаје након краја оригиналне Моспеаде, у којој је Јелоу Белмонт главни лик. Ово издање се фокусира на Јелоуов концерт, а такође и на његове флешбекове протеклих догађаја.

## Занимљивости
- Првобитни радни наслови Моспеаде су били: AD Patrol:, прича о градској полицији где главни лик вози преобразиви мотоцикл који се претвара у његовог партнера, Kouka Kihei Vector (Descent Machine Soldier Vector) и Chou Fumetsu Yousai Reflex Point (Super Immortal Fortress Reflex Point).
- Механички дизајнер Шинџи Арамаки је дошао на идеју о дизајну преобразивног мотора док је радио на Дајаклон серији играчака (која ће касније постати део Трансформерс линија играчака). Док је возио своју Хонду VT250 250cc, мислио је он праве величине за особу која би могла да га обуче.
- Црне и беле линије на Легиос и VR мековима су у част међународним снагама Велике Британије и САД који су усвојили ову шему током током искрцавања на Нормандији у Другом светском рату.
- Инструменталну музику је компоновао и сву музику аранжирао Џо Хисаиши, које ће касније постати славан радећи филмове Хајао Мијазакија.
- Дизајн главних ликова је урадио Јошитака Амано, који ће касније стећи славу радећи за серијал видео игара Final Fantasy.